# Albert Gutterson
Albert Lovejoy Gutterson (Andover, Vermont, 1887. augusztus 23. – Burlington, Vermont, 1965. április 7.) olimpiai bajnok amerikai atléta, távolugró.

## Pályafutása
Egyetlen alkalommal vett részt az olimpiai játékokon pályafutása alatt, 1912-ben, Stockholmban szerepelt. Már az első körben 7,60-ot ugrott, amely új olimpiai csúcs volt, valamint a győzelmet jelentette, hisz a későbbiekben sem ő, sem a harmincfős mezőny valamely tagja nem teljesített jobbat.

## Egyéni legjobbjai
- Távolugrás – 7,60 m (1912)